# 笠岡誠一
笠岡 誠一（かさおか せいいち、1967年7月22日 - ）は、日本の栄養学者、博士（農学）（愛媛大学）。文教大学健康栄養学部管理栄養学科教授。マネジメントエージェント キャスティングドクター所属。

## 来歴
1967年7月に広島県三原市で生まれて小学5年で埼玉県へ転居し、1986年にさいたま市立浦和高等学校、1991年に東京農業大学農学部栄養学科、それぞれを卒業する。1993年に東京農業大学大学院農学研究科食品栄養学専攻博士前期課程を修了し、1999年に愛媛大学大学院連合農学研究科で博士（農学）を授かる。1993年4月から2000年3月31日まで山之内製薬健康科学研究所研究員、2007年4月から2008年3月31日までアメリカ国立衛生研究所研究員、2014年4月から文教大学健康栄養学部管理栄養学科教授、2015年から理化学研究所客員研究員、それぞれ勤務する。

## 書籍
- 『脳と体がみるみる若返る３０の食習慣』,2024/04/30,高橋書店,https://www.takahashishoten.co.jp/book/03353.html
- 『炭水化物は冷まして食べなさい。』,2020/08/22,アスコム,ISBN 9784776210979
- 小説『きみのハラール、ぼくのハラール』,2019/12/17,幻冬舎,ISBN 9784344925304
- 管理栄養士のハラール対応 （ハラールサイエンスの展望）,大谷幸子（大阪樟蔭女子大学） 笠岡誠一,122-130,シーエムシー出版,2019/02/28,ISBN 978-4-7813-1403-7
- 人気グルメのぶっちゃけ解剖学,笠岡誠一 都筑馨介 横川潤,柴田書店,2013/12/27,ISBN 9784388153312

## 論文
- 映像で誘導された安静感情は健康的な食品への嗜好性を増加させる(2021),村井睦 加藤起運 都筑馨介 笠岡誠一,北関東医学,71(3),169-176
- 楽しいことや悲しいことを想起して作文することが、おいしいとイメージされる食品と体に良いとイメージされる食品を選択する理由に及ぼす影響(2020),都筑馨介 笠岡誠一 村井睦 加藤起運,北関東医学,70(3),229-234
- 糖質制限ダイエットの妥当性(2018),朝妻桃子 笠岡誠一,湘南フォーラム,22,147-15
- さつまいもの摂取が女子大学生の排便状況ならびに腸内常在菌構成に及ぼす影響(2016),伴野太平 小森ゆみ子 鈴木聡美 田辺可奈 笠岡誠一 辨野義己,日本栄養食糧学会誌,69/5,229-235
- ハラールは日本を変えるか？①　ハラールを理解する意味(2015),笠岡誠一,臨床栄養,126/1,79-83

## メディア
- テレビ朝日 林修の今でしょ!講座 - 2019年1月8日、5月9日